# Les Intrus (film, 2024)
Pour les articles homonymes, voir Les Intrus.
Série Les Intrus
Prey at Night
(2018) Chapitre 2
(2025)
Pour plus de détails, voir Fiche technique et Distribution.
Les Intrus, ou Les Inconnus : Chapitre 1 au Québec (The Strangers: Chapter 1), est un film d'horreur américain réalisé par Renny Harlin et sorti en 2024.
Il s'agit du troisième film de la série The Strangers, débutée en 2008, et du premier volet d'une trilogie se déroulant dans la continuité des deux premiers films.

## Synopsis
Maya et son petit-ami Ryan décident de démarrer une nouvelle vie dans le Nord-Ouest Pacifique. Néanmoins lors de leur trajet, leur voiture tombe en panne dans la ville de Venus dans l'Oregon, ce qui les oblige à passer la nuit dans un Airbnb isolé. Durant la nuit, ils sont pris pour cible par trois tueurs masqués.

## Fiche technique
Sauf indication contraire, les informations mentionnées dans cette section peuvent être confirmées par la base de données cinématographiques IMDb,  présente dans la section « Liens externes ».
- Titre original : The Strangers: Chapter 1
- Titre français : Les Intrus
- Titre québécois : Les Inconnus : Chapitre 1
- Réalisation : Renny Harlin
- Scénario : Alan R. Cohen, Alan Freedland et Amber Loutfi
- Musique : Justin Caine Burnett
- Direction artistique : Ghinea Diana et Silvia Nancu
- Décors : Adrian Curelea
- Costumes : Oana Draghici
- Photographie : José David Montero
- Montage : Michelle Harrison
- Production : Alastair Burlingham, Mark Canton, Charlie Dombek, Christopher Milburn, Gary Raskin et Courtney Solomon
- Production déléguée : Andrei Boncea, Dorothy Canton, Anders Erdén, Ken Halsband, Kia Jam, Roy Lee et Blair Ward
- Sociétés de production : Lionsgate Films, Fifth Element Productions et Frame Film
- Société de distribution : Lionsgate (États-Unis), Cineplex Pictures (Canada), Metropolitan Filmexport (France)
- Pays de production :  États-Unis
- Langue originale : anglais
- Format : couleur — son Dolby Atmos
- Genre : horreur
- Durée : 91 minutes
- Date de sortie : 
  - France : 15 mai 2024
  - États-Unis et Canada : 17 mai 2024
- Classification :
  - France : interdit -12 ans avec avertissement[réf. nécessaire]
  - États-Unis : R – Restricted (Interdit aux moins de 17 ans)

## Distribution
- Madelaine Petsch (VF : Kelly Marot ; VQ : Ludivine Reding) : Maya
- Froy Gutierrez (VF : Aurélien Raynal ; VQ : Nicolas Poulin) : Ryan
- Matus Lajcak : l'Épouvantail
- Olivia Kreutzova : Dollface
- Letizia Fabbri (VF : Coralie Thuilier) : la Pin-Up
- Ben Cartwright (VF : Pierre-François Pistorio) : Rudy
- Stevee Davies (VF : Tom Boutry) : Dougie
- Richard Brake : le shérif Rotter
- Ema Horvath (en) (VF : Rebecca Benhamour) : Shelly
- Janis Ahern  (VF : Marie-Laure Dougnac) : Carol
- Froy Gutierrez
- Pablo Sandstrom (VF : Frédéric Philippe) : Neil
- Sara Freedland (VF : Farrah Grabi) : Annie
- Rachel Shenton : Debbie
- Gabriel Basso : Gregory
- George Young (en) : Howard

Version française dirigée par Danielle Perret au studio Dubbing Brothers, d'après une adaptation des dialogues de Déborah Perret. Informations issues du carton du doublage français; version québécoise (VQ) sur Doublage.qc.ca

## Production

### Genèse et développement
En août 2022, Roy Lee annonce qu'une trilogie sera tournée en simultanée en septembre de la même année. Il est également confirmé que Renny Harlin était en négociation pour réaliser. Il est confirmé à la réalisation à la fin du même mois.
La trilogie est annoncée comme étant un redémarrage de la série de films The Strangers afin d'introduire l'univers de la franchise à un nouveau public. Il est également confirmé que la trilogie se déroule dans la continuité des deux premiers films.

### Attribution des rôles
En septembre 2022, Madelaine Petsch, Froy Gutierrez et Gabriel Basso rejoignent la distribution. Le mois suivant, Ema Horvath rejoint le projet, suivie par Rachel Shenton le mois suivant.

### Tournage
Le tournage des trois films de la trilogie s'est déroulé en simultané. Il a démarré en septembre 2022 à Bratislava en Slovaquie et s'est terminé en novembre de la même année.